# Thuin
Thuin /tɥɛ̃/ /twɛ̃/ (in vallone Twin) è un comune belga di 14 606 abitanti, situato nella provincia vallona dell'Hainaut.
A Thuin ha sede la Fédération cynologique internationale (FCI), federazione internazionale delle associazioni di allevatori canini fondata nel 1911.

## Amministrazione

### Gemellaggi
- Torgnon
- Bletterans